# Mistrzostwa Nordyckie w Zapasach 2021
Mistrzostwa odbyły się w duńskim mieście Herning, w dniach 3–4 września 2021 roku.

## Tabela medalowa
Gospodarz zawodów został zaznaczony kolorem.
| Poz. | Państwo  |   |   |   | Łącznie |
| ---- | -------- | - | - | - | ------- |
| 1    | Szwecja  | 4 | 3 | 1 | 8       |
| 2    | Norwegia | 3 | 5 | 3 | 11      |
| 3    | Dania    | 2 | 0 | 1 | 3       |
| 4    | Estonia  | 0 | 1 | 1 | 2       |
| 5    | Litwa    | 0 | 0 | 1 | 1       |
|      | Łącznie  | 9 | 9 | 7 | 25      |

## Wyniki

### Styl klasyczny
| Konkurencja        | Złoto              | Srebro           | Brąz                   |
| Kategoria do 60 kg | Snorre Lund        | Mario Mägisalu   | –                      |
| Kategoria do 63 kg | Virgil Bica        | Stig André Berge | William Reenberg       |
| Kategoria do 67 kg | Fredrik Bjerrehuus | Morten Thoresen  | Adomas Grigaliunas     |
| Kategoria do 72 kg | Håvard Jørgensen   | Daniel Soini     | Sebastian Aak          |
| Kategoria do 77 kg | Albin Olofsson     | Exauce Mukubu    | Per Anders Kure        |
| Kategoria do 82 kg | Bogdan Kourinnoi   | Lukas Ahlgren    | Ranet Kaljola          |
| Kategoria do 87 kg | Turpal Bisultanov  | Oskar Johansson  | Ruben Been             |
| Kategoria do 97 kg | Pontus Lund        | Marcus Worren    | Aleksandar Stjepanetic |
| Kategoria 130 kg   | Oskar Marvik       | Nikola Milatovic | –                      |